# Ayvens
Ayvens, «Айвенс» — французская компания, осуществляющая лизинг автомобилей и обслуживание автопарков. Штаб-квартира расположена в коммуне Рюэй-Мальмезон (пригород Парижа). Контрольный пакет акций принадлежит банку Société Générale.

## История
Компания была основана в Германии в 1968 году под названием ALD AutoLeasing D GmbH. В 1984 году стала дочерней структурой Deutsche Bank. В 1998 году была поглощена компания CPM, которая занималась обслуживанием автопарков. В 1999 году была куплена британская BCH Group. В 2001 году компанию ALD AutoLeasing купил французский банк Société Générale и переименовал в ALD Automotive; к этому времени ALD работала в 19 странах. В 2003 году была куплена компания Hertz Lease Europe, работавшая в 12 странах Европы, а в 2005 году — компания Ford Lease. В 2013 году парк компании достиг 1 млн автомобилей.
В июне 2017 года было проведено размещение акций ALD Automotive на бирже Euronext Paris. В 2023 году была куплена нидерландская компания LeasePlan. В том же году были проданы дочерние компании в России, Белоруссии, Португалии, Ирландии и Норвегии. В октябре 2023 года название ALD Automotive было изменено на Ayvens.

## Деятельность
Основным направлением деятельности Ayvens является лизинг автомобилей с полным обслуживанием частным лицам и предприятиям. За ежемесячные платежи клиенты получают автомобиль, топливную карту, ремонт, замену покрышек, возможность замены автомобиля, а также страховку. Автомобили приобретаются как новые у производителей, так и подержанные. Основным видом договора является долгосрочный лизинг (в среднем на 45 месяцев). Также компания предлагает услугу обслуживания корпоративных автопарков. Третьим направлением деятельности является торговля подержанными автомобилями через веб-сайт, автодилеров или аукционы ALD Carmarket.
По состоянию на конец 2023 год Ayvens работала в 42 странах, под управлением компании было 3,42 млн автомобилей, из них 79 % — собственные, остальные — сторонние автопарки. Ещё в 16 странах компания присутствовала через партнёрства с другими лизинговыми операторами, в частности, с Wheels (Северная Америка), Fleet Partners (Азиатско-Тихоокеанский регион), ABSA (ЮАР), Mitsubishi Auto Leasing (Япония), Mitsubishi HC Capital (Малайзия), Shouqi (КНР), SG Fleet (Австралия).
Ayvens в 2023 году была крупнейшей в мире среди мультибрендовых лизинговых компаний по числу автомобилей (3,42 млн), ближайшими конкурентами были Arval BNP Paribas (1,8 млн) и «Элемент Лизинг» (1,5 млн); в то же время уступала лизинговым компаниям Volkswagen (10,2 млн), Toyota (5 млн) и Mobilize Renault (4 млн).
Выручка компании за 2023 год составила 18,7 млрд евро, основными рынками были Франция (3 млрд евро), Италия (2,2 млрд евро), Великобритания (2 млрд евро), Германия (1,93 млрд евро), Нидерланды (1,73 млрд евро), Испания (1,55 млрд евро) и Бельгия (1,16 млрд евро).